# Aḩmadābād-e Bālā
Aḩmadābād-e Bālā (persiska: Aḩmadābād, Aḩmadābād-e Koleybī, احمد آباد كليبی, احمد آباد بالا) är en ort i Iran.   Den ligger i provinsen Hormozgan, i den sydöstra delen av landet, 1 100 km sydost om huvudstaden Teheran. Aḩmadābād-e Bālā ligger 18 meter över havet och antalet invånare är 169.
Terrängen runt Aḩmadābād-e Bālā är platt åt sydväst, men åt nordost är den kuperad.Runt Aḩmadābād-e Bālā är det ganska glesbefolkat, med 25 invånare per kvadratkilometer. Närmaste större samhälle är Mīnāb, 14,3 km sydost om Aḩmadābād-e Bālā. Omgivningarna runt Aḩmadābād-e Bālā är i huvudsak ett öppet busklandskap.